# Ángel Polivio Sánchez Loaiza
Ángel Polivio Sánchez Loaiza (* 10. September 1946 in Ayapamba) ist ein ecuadorianischer Geistlicher und emeritierter römisch-katholischer Bischof von Machala.

## Leben
Ángel Polivio Sánchez empfing am 3. August 1975 die Priesterweihe für das Bistum Machala.
Papst Johannes Paul II. ernannte ihn am 25. November 2004 zum Bischof von Guaranda. Die Bischofsweihe spendete ihm der Bischof von Machala, Néstor Rafael Herrera Heredia, am 18. Dezember desselben Jahres; Mitkonsekratoren waren Jesús Ramón Martínez de Ezquerecocha Suso, Bischof von Babahoyo, und Raúl Eduardo Vela Chiriboga, Erzbischof von Quito. Die Amtseinführung in seinem Bistum folgte am 22. Dezember desselben Jahres. Bischof Sánchez widmete sich in seiner Zeit in Guaranda besonders der Förderung der Neuevangelisierung im Sinne der päpstlichen Verlautbarungen dieser Zeit durch Aufbau missionarischer Hauskirchen, was die Entsendung von Gemeindemissionaren in abgelegene Dörfer und die Veranstaltung religiöser Jugendprogramme und Katechetenkurse einschloss.
Am 20. Juli 2013 ernannte ihn Papst Franziskus zum Bischof von Machala. Am 14. September desselben Jahres wurde er in das Amt eingeführt. Am 27. September 2022 nahm Papst Franziskus seinen altersbedingten Rücktritt an.